# Siphoviridae
 (Septembre 2021).
Siphoviridae est une famille de virus à ADN double brin de l'ordre des Caudovirales. Ils infectent les bactéries et les archées qui sont donc ses hôtes naturels. Il y a 1 166 espèces dans cette famille, réparties en 366 genres et 22 sous-familles,. Les caractéristiques structurelles caractéristiques de cette famille sont une tête non enveloppée et une queue non contractile.

## Structure
Les virus appartenant à Siphoviridae sont non enveloppés et possède une capside icosaédrique, comme le reste des Duplodnaviria, ou une capside allongée. Leur diamètre est d'environ 60 nm. Les membres de cette famille sont également caractérisés par leurs queues filamenteuses, à bandes croisées, non contractiles, et dotés généralement avec de courtes fibres terminales. L'ADN est à double brin et linéaire, d'une longueur d'environ 50 kb, contenant environ 70 gènes. Le taux de guanine/cytosine est en moyenne d'environ 52%.

## Cycle de vie
La réplication virale se fait dans le cytoplasme de l'hôte. L'entrée dans la cellule hôte se fait par adsorption, la réplication suit alors le modèle de transposition réplicatif par ADN. Le virus sort de la cellule hôte en la lysant ou par les protéines holine/endolysine/spanine.